# 奧地利的文策爾
奧地利的文策爾（德語：Wenzel von Österreich，1561年3月9日—1578年9月22日），神聖羅馬皇帝馬克西米利安二世的第七子（長子夭折，形同第六子）。

## 生平
1577年，文策爾被指派為馬爾他騎士團團長，隔年於西班牙馬德里去世，年僅17歲。